# Bogotacris pausifrons
Bogotacris pausifrons är en insektsart som beskrevs av Ronderos 1979. Bogotacris pausifrons ingår i släktet Bogotacris och familjen gräshoppor. Inga underarter finns listade i Catalogue of Life.